# いじめ (漫画)
『いじめ』シリーズは、五十嵐かおるによる日本の漫画作品。2005年から、『ちゃおデラックス』（小学館）および『ちゃお』（同）にて不定期掲載。のちにノベルス版と文庫版も展開されるようになり、それらは主人公が複数制となっている。

## 概要
小・中学生女子の「いじめ」をテーマとした短編シリーズ。主に被害者の目線から描かれている。シリーズ1作目の単行本では「大問題に正面から取り組んだ衝撃の話題作」であると謳っており、2015年ごろにはインターネットや新聞で話題沸騰となった。
2012年にはOVAとして、『いじめ 〜いけにえの教室〜』がアニメ化されている。2019年からはボイスコミック化が行われ、ちゃおのYouTubeチャンネルに『いじめ 〜いびつな心〜』『いじめ 〜最後の願い〜』『いじめ 〜明日に向かって〜』が投稿されている。
このほか、五十嵐が本シリーズと並行して描いた短期連載の『終わらない歌をうたおう!』と『学園クライシス!』（共にちゃおコミックス全1巻）も、いじめ問題を重点的に扱った作風になっている。
2009年からは同社のちゃおノベルスより小説版が刊行開始され、2012年には小学館ジュニア文庫より新シリーズとして別の内容の小説版が刊行開始。
2013年には五十嵐の出身地である新潟の新潟市マンガ・アニメ情報館にて、8月から10月31日まで本シリーズの原画展が開催。
2017年1月23日、第62回「小学館漫画賞」（児童向け部門）受賞。2019年8月時点で累計発行部数は270万部を突破している。

## 作風
ストーリーの多くは、いじめの被害者である主人公の少女が自分の境遇を克服して、立ち直るまでの過程を重点的に描いており、対する加害者の少女たちは終始一貫して悪人のまま、反省も謝罪もせずに罰せられる（転校や停学）場合が多い。しかし、ごくまれに加害者の少女を主人公とするストーリーもあり、その場合は主人公が被害者と同様の苦しみを味わうことにより、自分の行いを反省して悔い改める結末になっている。
読者として、主に小・中学生の女子を想定している関係上、ストーリーは基本的に女子のみで進められ、男子のキャラクターが登場することは滅多にない（作品設定として女子校を舞台にしているストーリーも多い）。しかし、小学館ジュニア文庫版の小説では名前付きの男子キャラクターが原作よりも多めに登場する。
各登場人物や学校は毎回異なるが、一部のストーリーでは人語を解する謎の黒猫「ノア」が登場することもある。ノアを介して主人公たちはいじめから立ち直るため、主人公たちから見ればノアは救世主のように描かれているが、いじめを行っている加害者に対しては殺人をも厭わない冷酷さを見せることもある。

## 制作背景

### 五十嵐の苦悩
作者の五十嵐は、主人公の辛いシーンを描く時は自分も辛くなり、体調を崩して寝込むこともあるという。しかし、五十嵐は「いじめられている主人公の気持ちにできるだけ寄り添いたいから」という理由から、アシスタントに手伝ってもらうことはせず、一人だけでこのシリーズの原稿を描いているという。
『ちゃお』2008年2月号から開始されたシリーズ『裏切りの放課後』でも、五十嵐自身ハラハラしながら本作を描き、主人公の麻美がつらいときに五十嵐も辛くなり、ペンが止まってしまうこともあった。麻美が友人の塔子に裏切られた時は、五十嵐も悲しくなったり怒ったりと、一喜一憂しながら描いていたという。
『ちゃお』2012年11月号に掲載された読み切り『いじめ〜失われた誇り〜』では、「読後に楽しい気持ちになれる漫画ではないが、なにか心に残るものになっていたらいい」と五十嵐は考えている。この読み切りでは主人公の成海の気持ちがなかなか掴めずに、ネームの段階でとても苦労していたが、漫画が完成した時に達成感があったと語っている。
本作が小学館漫画賞を受賞した際に、五十嵐は「初めはたった1本の読み切りから始まり、今日まで本作を続けることができたのは読者と編集者に恵まれた結果だと思っている」と感謝を述べている。
2018年10月ごろには、五十嵐は「話を考えるのと同じくらい、主人公たちの制服にも頭を悩ませている」と語っている。

### 編集者の観点
編集者によると、小学館ジュニア文庫で刊行された小説のシリーズは、「真実が明らかになっていく過程は、ミステリー小説のようであり、問題の複雑さ、難しさを今回はより深く描いている」という。

## 評価・反響

### 他者からの評価
小学館漫画賞を受賞した際の、本作に対しての審査委員のコメントは「いじめそのものをテーマにした作品の異色さ、社会的な問題を扱うという意識が慈悲深いという意見が多かった」と、小説家の角田光代が語っている。

### 商業的な評価
シリーズ4作目『いじめ －勇気をください－』が発売された2010年10月の時点で累計95万部を突破、約1年数か月後の単行本が5冊刊行された2012年2月の時点で累計発行部数が140万を超えるヒット作となる。

### 読者の反響
シリーズ11作目の『いじめ －かりそめの教室－』では、「自分も立ち上がろうと思った」などと反響の声が届いたという。15作目の『いじめ －終わらないゲーム－』は発表時に話題になり、16巻目の『いじめ －冷たい手のひら－』に収録されている「リスタート」も話題になった。『いじめ －いびつな心－』に収録されている「はじまりの時」は、掲載時に評判を呼んだ。

## エピソード一覧
本作の単行本に巻数表記はないため、「巻数」は刊行された順の数字としている。
| 巻数 | タイトル                      | 収録エピソード                                                                         |
| ---- | ----------------------------- | -------------------------------------------------------------------------------------- |
| 1    | いじめ －ひとりぼっちの戦い－ | 「はじまりの予感」「明日に吹く風」「きみに届く声」「いけにえの教室」「明日にかける橋」 |
| 2    | いじめ －生き地獄からの脱出－ | 「裏切りの放課後」「あやまちの行方」「消えない傷跡」「闇の声」                         |
| 3    | いじめ －見えない悪意－       | 「見えない悪意」「消えない影」「最後の涙」「悲しみの刻印」「最後の願い」               |
| 4    | いじめ －勇気をください－     | 「裂かれた絆」「未来への贖罪」「心の迷宮」「戻せない時間」                             |
| 5    | いじめ －静かな監獄－         | 「静かな監獄」「哀しい勝者」「つながらない心」「ひび割れた仮面」                       |
| 6    | いじめ －叶わない望み－       | 「叶わない望み」「私の罪」「あぶり出された真実」「醒めない悪夢」                       |
| 7    | いじめ －凍りついた教室－     | 「凍りついた教室」「友情の証」「絶望の彼方」「閉ざされた未来」                         |
| 8    | いじめ －光と影－             | 「光と影」「失われた誇り」「2人の約束」「まやかしの掟」                                |
| 9    | いじめ －タカラサガシ－       | 「タカラサガシ」「明日への光」「魂の叫び」「心の殺人」                                 |
| 10   | いじめ －いびつな心－         | 「いびつな心」「はじまりの時」「真実の灯」「明日に向かって」                           |
| 11   | いじめ －かりそめの教室－     | 「かりそめの教室」「光と闇の境界線」「交差する想い」「逡巡の時」                       |
| 12   | いじめ －心の傷跡－           | 「心の傷跡」「消さない誇り」「傍観の行方」「届かぬ想い」                               |
| 13   | いじめ －願い叶う日まで－     | 「願い叶うまで」「心の十字架」「つながる絆」「光の中へ」                               |
| 14   | いじめ －涙の選択－           | 「涙の選択」「握り返した手」「踏み出した一歩」「新たなスタート」                       |
| 15   | いじめ －終わらないゲーム－   | 「たしかなもの」「それぞれの戦い」「終わらないゲーム」「正義という牙」                 |
| 16   | いじめ －冷たい手のひら－     | 「出来心の向こう側」「冷たい手のひら」「さよならの前に」「リスタート」                 |
| 17   | いじめ －願いのかけら－       | 「願いのかけら」「光のさす場所」「つながりの時」「旅立ちの時」                         |
| 18   | いじめ －旅立ちの朝－         | 「旅立ちの朝」「希望のキズナ」「笑顔に隠した本音」「絆のはじまり」                     |

## 書誌情報

### 漫画
- 五十嵐かおる、小学館〈ちゃおフラワーコミックス〉、既刊18巻（2021年9月24日現在）
  1. 『いじめ －ひとりぼっちの戦い－』2007年4月27日発売[2]、ISBN 978-4-09-131097-2
  2. 『いじめ －生き地獄からの脱出－』2008年4月1日発売[24]、ISBN 978-4-09-131697-4
  3. 『いじめ －見えない悪意－』2008年11月28日発売[25]、ISBN 978-4-09-132087-2
  4. 『いじめ －勇気をください－』2010年10月1日発売[19]、ISBN 978-4-09-133436-7
  5. 『いじめ －静かな監獄－』2011年9月1日発売[26]、ISBN 978-4-09-134017-7
  6. 『いじめ －叶わない望み－』2012年3月1日発売[27]、ISBN 978-4-09-134249-2
  7. 『いじめ －凍りついた教室－』2012年8月31日発売[28]、ISBN 978-4-09-134577-6
  8. 『いじめ －光と影－』2013年7月1日発売[29]、ISBN 978-4-09-135537-9
  9. 『いじめ －タカラサガシ－』2014年1月31日発売[30]、ISBN 978-4-09-135727-4
  10. 『いじめ －いびつな心－』2014年10月1日発売[31]、ISBN 978-4-09-136594-1
  11. 『いじめ －かりそめの教室－』2015年6月1日発売[20]、ISBN 978-4-09-137288-8
  12. 『いじめ －心の傷跡－』2016年3月31日発売[32]、ISBN 978-4-09-138323-5
  13. 『いじめ －願い叶う日まで－』2016年9月30日発売[33]、IISBN 978-4-09-138799-8
  14. 『いじめ －涙の選択－』2017年7月21日発売[34]、ISBN 978-4-09-139449-1
  15. 『いじめ －終わらないゲーム－』2018年2月28日発売[21]、ISBN 978-4-09-870027-1
  16. 『いじめ －冷たい手のひら－』2018年10月1日発売[22]、ISBN 978-4-09-870301-2
  17. 『いじめ －願いのかけら－』2020年9月30日発売[35]、ISBN 978-4-09-871170-3
  18. 『いじめ －旅立ちの朝－』2021年9月24日発売[36]、ISBN 978-4-09-871486-5

ベストセレクション
- 五十嵐かおる 『いじめ －メモリアルセレクション－』 小学館〈ちゃおフラワーコミックススペシャル〉、2014年4月1日発売[37]、ISBN 978-4-09-136068-7
- 五十嵐かおる 『いじめ －プラチナセレクション－』 小学館〈ちゃおフラワーコミックススペシャル〉、2017年5年31月発売[38]、ISBN 978-4-09-139389-0 - 収録作品は作者が選んでいる[38]
- 五十嵐かおる 『いじめ －ティアーズセレクション－』 小学館〈ちゃおフラワーコミックススペシャル〉、2019年8月30日発売[23]、ISBN 978-4-09-870653-2

### 小説
- 五十嵐かおる（原作・絵） / 武内昌美（文） / 村上アンズ（文） / 都築奈央（文）[注 2]、小学館〈ちゃおノベルズ〉、既刊5巻（2013年6月27日現在）
  1. 『いじめ －もう涙はいらない－』2009年3月18日発売[7]、ISBN 978-4-09-289720-5
  2. 『いじめ －負けない勇気－』2009年9月17日発売[39]、ISBN 978-4-09-289553-9
  3. 『いじめ －心の星を信じて－』2011年9月1日発売[40]、ISBN 978-4-09-289560-7
  4. 『いじめ －明日へのキズナ－』2012年11月1日発売[41]、ISBN 978-4-09-289563-8
  5. 『いじめ －残酷な放課後－』2013年6月27日発売[42]、ISBN 978-4-09-289569-0

- 五十嵐かおる（原作・絵） / 武内昌美（文）、小学館〈小学館ジュニア文庫〉、既刊11巻（2020年6月26日現在）
  1. 『いじめ －いつわりの楽園－』2012年2月22日発売[8]、ISBN 978-4-09-230724-7
  2. 『いじめ －学校という名の戦場－』2012年10月26日発売[43]、ISBN 978-4-09-230732-2
  3. 『いじめ －引き裂かれた友情－』2013年3月27日発売[44]、ISBN 978-4-09-230736-0
  4. 『いじめ －過去へのエール－』2013年8月21日発売[45]、ISBN 978-4-09-230743-8
  5. 『いじめ －うつろな絆－』2014年1月29日発売[46]、ISBN 978-4-09-230751-3
  6. 『いじめ －友だちという鎖－』2015年3月25日発売[47]、ISBN 978-4-09-230795-7
  7. 『いじめ －行き止まりの季節－』2015年10月28日発売[3]、ISBN 978-4-09-230833-6
  8. 『いじめ －闇からの歌声－』2016年5月25日発売[48]、ISBN 978-4-09-230868-8
  9. 『いじめ －勇気の翼－』2017年1月25日発売[49]、ISBN 978-4-09-231139-8
  10. 『いじめ －希望の歌を歌おう－』2018年3月28日発売[50]、ISBN 978-4-09-231227-2
  11. 『いじめ －女王のいる教室－』2020年6月26日発売[51]、ISBN 978-4-09-231336-1

## OVA
『ちゃお』2012年3月号の付録DVD「ちゃおちゃおTV!」にOVA『いじめ 〜いけにえの教室〜』を収録。ナレーションは幸田夏穂。

### あらすじ
私立星華女子学園に通う古城世良は、大会社の社長である父親の多額の寄付を背景に、生徒も教師も逆らえず、少し気に入らないだけで他の生徒を「生贄」と称し、全校生徒を巻き込む集団いじめを行っていた。
後輩の君島文香へのいじめを楽しんでいる世良だったが、思わぬ事態で天罰が下ることになる。

### 登場人物
古城 世良（こじょう せら）
声 - 一杉佳澄
私立星華女子学園中学3年生。
一流企業の社長令嬢でもあり、両親が学校に多額の寄付をしていることから、学校内では「世良様」と呼ばれており、上履きのヒール部分も高くなっている。自身の立場を利用して、学校を私物化しており、教師すらも支配下に置き、生徒の1人を生贄として全校生徒による集団いじめを行う。
後輩の文香のせいでバッグに傷が付いたことから、文香を新しい生贄とする。いじめに苦しむ文香が「バッグを弁償します」と懇願してきても許さず、文香のせいで制服が汚れたことを理由に自身の手で彼女の髪を切った。しかしその直後、父親の会社が倒産したことで失脚し、これまでの報いのごとく、元取り巻きたちを中心に自分を恨んでいた生徒たちから集団いじめを受け、文香や自分が今まで生贄としていじめてきた生徒たちと同じ苦しみを味わうこととなり、自分が学園内で蛇蝎のごとく嫌われていた現実を突きつけられた末、髪をライターで燃やされる。
事件から1ヵ月後、別の町内に引っ越し、不登校になって茫然自失の日々を送っていたが、文香に助けられたことで改心し、「もういじめをしない」と誓い、立ち直り始める。
君島 文香（きみじま ふみか）
声 - 東山奈央
星華女子学園の中学2年生で3組所属。
世良にぶつかった際に海外土産のバッグを少し傷付けたというだけで目を付けられて、生贄にされ、全校生徒からいじめを受けるようになる。明るかった性格もいじめのせいで暗くなり、世良の手で髪も切られてしまうが、世良失脚後、彼女自身が新たな生贄となる形でいじめから解放された。
世良いじめには加担しなかったが、不登校になった世良と再会した際にはかつての自分を重ね合わせたために手を差し伸べ、励ましの言葉をかけて、世良を改心させた。
エミ
声 - 古森奈保子
文香の同級生にして友人。
気が強く、生贄になった文香を助けようとするが、「生贄を助けた者は一緒にいじめられる」と他の生徒に引き止められ、見てみぬふりをしてしまう。世良失脚後はいじめから解放された文香と元の友人関係に戻る。
文香同様、世良いじめには加担しなかったが、他の生徒たちと同じく世良に対する恨みは強く、「文香を苦しめた張本人」と見下しており、文香が世良に手を差し伸べた際にも怒りを露わにした。
綾（あや）、萌（もえ）、舞（まい）
声 - 松嵜麗、中嶋ヒロ、田中里和
世良の取り巻きたち。
しかし、本人たちは世良が社長令嬢である為、彼女にただ従っていただけに過ぎず、内心では他の生徒たちと同じく、世良を嫌っていた。世良が学園内で失脚したと知るや否、それまでの恨みをまとめて返す形で自分たちと同じように世良を嫌っていた生徒たちを先導して世良への集団いじめを行う。
事件後、世良が別の町内に引っ越し、不登校になったその後の動向は不明。
世良の両親
声 - 森田了介（父）、原島梢（母）
父親は一流企業の社長で母親は社長夫人。
星華学園に多額の寄付を行うが、その行いは学園内における世良の増長と学園支配に繋がることになる。
しかし、会社が倒産したことで世良の増長と学園支配を終わらせるきっかけに繋がるが、それと同時に彼女が学園内で失脚する要因となった。その後は豪華な家を売り払い、別の町内に引っ越した。

### スタッフ（OVA）
- 原作 - 五十嵐かおる『いじめ』（小学館「ちゃお」連載）
- 監督 - 木村真一郎
- 脚本 - 金春智子
- キャラクターデザイン - 岡野幸男
- 作画監督 - 時矢義則、岡野幸男
- 音響監督 - 今泉雄一
- アニメーション制作協力 - スタジオ雲雀
- アニメーション制作 - シナジーSP
- 制作 - 小学館集英社プロダクション
- 製作著作 - 小学館
- © 五十嵐かおる / 小学館

## ボイスコミック
「いじめ」シリーズから以下3作品のボイスコミックが2019年8月から2020年2月にかけて、ちゃおの公式YouTubeチャンネルに投稿された。

### 「いじめ」〜いびつな心〜

#### キャスト
中嶋祐美 - 関口理咲
苑子 - 南早紀
佐藤さん - 胡麻鶴彩
祐美の母 - 伊藤ちゆり
祐美の父 -  若林佑
子猫 - 高木美佑
女子生徒 -  星乃葉月
女子生徒 - 南波ゆき

### 「いじめ」〜最後の願い〜

#### キャスト
片倉さん - 越乃奏
宝生都和 - ほなみ
先生 - 四月一日佳穂
宝生の父 - 東條達也
女子A -  星乃葉月
女子B - 稗田寧々
女子C -  新津実稀奈
女性A - 荻野葉月

### 「いじめ」〜明日に向かって〜

#### キャスト
宮内風香 - 星乃葉月
早見先輩 - 四月一日佳穂
林田さん - 荻野葉月
宝生の父 - 東條達也
女子A -  越乃奏
女子B - ほなみ
女子C -  稗田寧々
女子D - 新津実稀奈